# Diospyros pierrei
Diospyros pierrei är en tvåhjärtbladig växtart som beskrevs av Paul Lecomte. Diospyros pierrei ingår i släktet Diospyros och familjen Ebenaceae. Inga underarter finns listade i Catalogue of Life.